# Robert Rapatz
Robert Rapatz (* 14. August 1890 in Pörtschach am Wörther See; † 17. Dezember 1964 in Klagenfurt) war ein österreichischer Politiker (ÖVP) und Baumeister. Er war von 1953 bis 1955 Abgeordneter zum Österreichischen Nationalrat.

## Leben
Rapatz besuchte nach der Volksschule die Oberrealschule Klagenfurt und studierte danach an der Technischen Hochschule Wien. Rapatz schloss sein Studium mit dem akademischen Grad Dipl.-Ing. ab und war ab 1919 als Bauingenieur aktiv. Er arbeitete zudem als selbständiger Zivilingenieur für das Bauwesen und wurde im Jahr 1924 Baumeister. 1927 gründete er eine Baufirma.
Rapatz war in der NSDAP aktiv und engagierte sich als Obmann des Ingenieursverbandes Kärnten. Nach dem Zweiten Weltkrieg engagierte er sich für die ÖVP und übernahm zwischen 1945 und 1955 das Amt des Präsidenten der Handelskammer Kärnten. Für die ÖVP war er zwischen dem 18. März 1953 und dem 17. Jänner 1955 als Abgeordneter zum Nationalrat aktiv.